# Skarpabborrtjärnen (Lima socken, Dalarna)
Skarpabborrtjärnen är en sjö i Malung-Sälens kommun i Dalarna och ingår i Göta älvs huvudavrinningsområde.